# Steen Clausen Bille

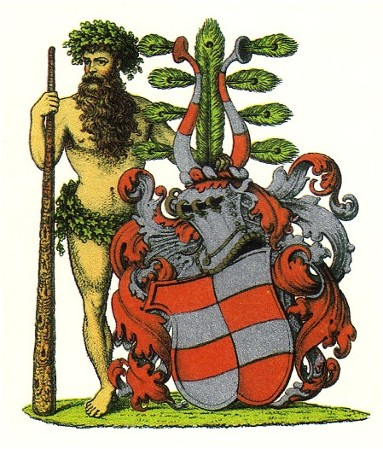
Ätten Billes vapen såsom det avbildades i Danmarks Adels Aarbog 1890.

Steen Bille till Vanås, född 14 november 1527 och död 5 januari 1586, var en dansk ämbetshavare, landsdomare i Skåne. 
År 1574, efter Nordiska sjuårskriget (1563–1570), bytte han till sig godset Näsbyholms slott. År 1586 lämnade han Näsbyholm i arv till dottern, Elisabet Bille (gift med Sivert Beck till Förslev).